# Enzo Biliotti
Enzo Biliotti  né à Livourne le 28 juin 1887 et mort à Bologne le 19 novembre 1976) est un acteur italien. Il est apparu dans 80 films, entre 1916 et 1958.

## Biographie
Enzo Biliotti a commencé sa carrière sur scène à la Compagnia Luigi Carini / Olga Vittoria Gentilli puis rejoint celle de Gemma Bolognesi. De 1922 à 1924,  rejoint Virgilio Talli, le Teatro d'Arte à Rome et les compagnies de Alda Borelli, Dina Galli (1927) et Dora Menichelli (1928/1929).
Puis il s'essaye dans les revues de Guido Salvati comme le succès Campo di Maggio. En 1931, il participe à la troisième édition de Za-Bum. De 1938 à 1946 (avec Lilia Silvi), il joue à nouveau au théâtre.
Dans les années  1920, il joue au cinéma muet (L'amica (1920) de  Mario Bonnard) et à partir de 1933 les offres se succèdent pour des rôles d'acteur de genre et de soutien qu'il joue jusqu'au milieu des années 1950. Son plus grand succès est son interprétation de Napoléon III dans le film Villafranca.
Enzo Biliotti qui était marié à Lia Di Lorenzo avait intégré en 1958 la maison de retraite  bolognaise pour acteurs « Lyda Borelli ».

## Filmographie partielle
- 1920 : L'amica de Mario Bonnard
- 1934 : Villafranca de Giovacchino Forzano
- 1934 : La signora Paradiso d'Enrico Guazzoni
- 1935 : Amo te sola de Mario Mattoli
- 1936 : Les Deux Sergents (I due sergenti) d'Enrico Guazzoni
- 1937 : Il dottor Antonio d'Enrico Guazzoni
- 1939 : Ai vostri ordini, signora de Mario Mattoli
- 1939 : Retroscena d'Alessandro Blasetti
- 1939 : Une aventure de Salvator Rosa (Un'avventura di Salvator Rosa) d'Alessandro Blasetti
- 1940 : Tutto per la donna de Mario Soldati
- 1940 : Incanto di mezzanotte de Mario Baffico
- 1940 : La danza dei milioni de Camillo Mastrocinque
- 1941 :  Le Mariage de minuit (Piccolo mondo antico) de Mario Soldati
- 1941 : Lumières dans les ténèbres (Luce nelle tenebre) de Mario Mattoli
- 1942 : Malombra de Mario Soldati
- 1945 : L'Innocent Casimir (L'innocente Casimiro) de Carlo Campogalliani
- 1948 : Les Années difficiles (Anni difficili) de Luigi Zampa
- 1949 : Le Baiser d'une morte (Il bacio di una morta) de Guido Brignone
- 1949 : Totò cherche un appartement ( Totò cerca casa) de Mario Monicelli et Steno
- 1950 : L'Épervier du Nil  (Lo sparviero del Nilo) de Giacomo Gentilomo
- 1950 : Les Mousquetaires de la mer (Cuori sul mare) de Giorgio Bianchi
- 1950 : Mon frère a peur des femmes (L'inafferrabile 12) de Mario Mattioli
- 1952 : Prisonnière des ténèbres (La cieca di Sorrento) de Giacomo Gentilomo
- 1952 : Le Roman de ma vie (Il romanzo della mia vita) de Lionello De Felice
- 1952 : Mélodies immortelles (Melodie immortali) de Giacomo Gentilomo
- 1953 : Phryné, courtisane d'Orient (Frine, cortigiana d'Oriente) de Mario Bonnard
- 1957 : La Blonde enjôleuse (La ragazza del palio) de Luigi Zampa